# 洛杉矶星队
洛杉矶星队(Los Angeles Stars)，是一支三次出现在美国篮球协会ABA中的球队，球队位于加利福尼亚州的洛杉矶。
第一支球队，之前称之为阿纳海姆伙伴队，1968年至1970年期间参加ABA联盟，之后球队在1970年秋天迁移去犹他州首府盐湖城，并且将球队名字改为犹他星队。
第二支称之为洛杉矶星队的球队成立于2000年秋天，球队主场设在加州英格勒伍德市的洛杉矶湖人队前主场大西部论坛体育馆(Great Western Forum)，这支组建的球队只在ABA联盟中打了2000/01一个赛季。 
第三支称之为洛杉矶星队的球创建于2003年秋天
在2005年,星队成为美国职业篮球队中仅有的两支聘请女教练的球队之一，他们请来了现WNBA洛杉矶火花队的德莉莎·米尔顿-琼斯。
2005-05赛季洛杉矶星队更换了新老板，并且将队名改为洛杉矶余震队(Los Angeles Aftershock)。